# Sant Salvador de Cervera
Sant Salvador de Cervera fou l'església del poble antic de Cervera de la Marenda, a la comarca del Rosselló (Catalunya Nord). Era sufragània de Sant Joan Evangelista de Banyuls de la Marenda.
En ruïnes, estava situada en el vessant oriental del Puig de Querroig.
Entre darreries del segle xiv i mitjan segle xv l'església de Sant Salvador ja era en ruïnes, i el batlle del lloc prenia a càrrec seu els delmes d'aquesta església. El 1502 encara consta que el clergue Jaume de Saint Merrat afermava el delme de la pesca de les cales de Cervera, Perafita i del Troc, i totes les costes de Banyuls fins al Cap de Biarra. El 1586 consta que la volta i una part dels murs havien desaparegut, un tan sols un munt de rocs assenyalaven l'emplaçament de l'altar. Tanmateix, el prevere Joan des Camps, beneficiat a perpetuïtat de l'església rural de Cervera, en prenia possessió i en reclamava els delmes.
Era un temple romànic, tot i que les restes que en queden amb prou feines ho permeten de reconèixer. És documentada des del 1384, però les restes que en queden són sens dubte anteriors.